# Witaszyce
Witaszyce (deutsch: Witaschütz, Wildschütz (1939–1943), Waidschütz (1943–1945)) ist ein Dorf in der Gmina Jarocin im Kreis Jarocin, Woiwodschaft Großpolen, im Westen Polens. Es liegt etwa 6 km südöstlich von Jarocin und 69 km südöstlich der Landeshauptstadt Posen.
Das Dorf hat eine Bevölkerung von 4.300 Einwohnern.
Der Bahnhof Witaszyce liegt an der Bahnstrecke Kluczbork–Poznań. In Witaszyce lag auch der Beginn der schmalspurigen Jarocińska Kolej Dojazdowa.